# Maria (1947)
Maria är en svensk film från 1947 i regi av Gösta Folke. I huvudrollen som Maria ses Maj-Britt Nilsson.
Filmens förlaga var romanen "Maria: en berättelse" från 1942 av Gustav Sandgren. Manus skrevs av Sven "Esse" Björkman, fotograf Göran Strindberg, klippare Lennart Wallén samt kompositörer Nils Kyndel och Håkan von Eichwald. Filmen hade premiär 1 augusti 1947 på biografen Royal i Stockholm. Den var 88 minuter lång och tillåten från 15 år. Inspelningen skedde mellan den 3 juni och 20 november 1946 i Sandrew-Ateljéerna i Stockholm och i trakten av Öregrund.

## Handling
Maria har blivit avskedad från sitt arbete som hembiträde hos en familj i en mindre stad i Sverige. Hon lämnar hemmet i vrede och är då nära att bli påkörd av en lastbil. När chauffören Åke förstår att hon inte har någonstans att ta vägen erbjuder han henne att följa med hem till hans vänner. Hon accepterar och på vägen dit avslöjar hon att hon vill bli skådespelare. Via Åkes vän Max realiseras hennes drömmar och hon medverkar i en film. I slutet överger hon dock sina filmplaner då hon förälskat sig i Åke.

## Rollista
- Maj-Britt Nilsson – Maria
- George Fant – Åke Bengtsson
- Stig Järrel – Harry Sörbom
- Elof Ahrle – Max Andersson
- Georg Skarstedt – Calle Carlbom
- Åke Claesson – Gus Jonsson
- Agneta Prytz – Birgitta Bertner
- Nils Hallberg – Frasse
- Mimi Nelson – Sylvia
- Carl Deurell – Westlander
- Carl Reinholdz – bilmekaniker

Ej krediterade
- Torsten Bergström	– Jonatan
- Ivar Wahlgren – Lundgren
- Hans Dahlin – Olsson
- Nils Ekman – Sören
- Mary Gräber – skådespelare
- Stig Johanson – filmarbetare
- Yngwe Nyquist – skådespelare
- Anders Nyström – piccolo
- Hanny Schedin – affärsexpedit
- Gösta Erkell – journalist
- Börje Rothman	– brudgummen
- Ingemar Holde – bilmekaniker
- David Erikson – Marias arbetsgivare
- Olga Appellöf – hans fru
- Bert Onne – journalist
- Sven Ericsson – man på dansbanan
- Folke Eriksberg – gitarrist
- Göran Strindberg – filmfotograf
- Rut Rickardt – scriptan
- Inga Lorentzen – sminkös
- Gunnar Minding – hovmästare
- Stina Knutsson – servitör
- Tor Wallén – man vid pressmottagning
- Lij Jurkén – kvinna vid pressmottagning
- Gittan Gustafsson – kvinna vid pressmottagning
- Sixten Ahrenberg – journalist vid pressmottagning
- Robert Ryberg – ej identifierad roll (troligen bortklippt)

### Fotnoter
1. 1 2 3  ”Maria”. Svensk Filmdatabas. http://sfi.se/sv/svensk-filmdatabas/Item/?itemid=4186&type=MOVIE&iv=Basic&ref=/templates/SwedishFilmSearchResult.aspx?id%3d1225%26epslanguage%3dsv%26searchword%3dmaria%26type%3dMovieTitle%26match%3dBegin%26page%3d1%26prom%3dFalse. Läst 7 mars 2013.

### Webbkällor
- ”Maria”. Svensk Filmdatabas. http://sfi.se/sv/svensk-filmdatabas/Item/?itemid=4186&type=MOVIE&iv=Basic&ref=/templates/SwedishFilmSearchResult.aspx?id%3d1225%26epslanguage%3dsv%26searchword%3dmaria%26type%3dMovieTitle%26match%3dBegin%26page%3d1%26prom%3dFalse. Läst 7 mars 2013.